# دانشگاه آزاد اسلامی واحد اردبیل
دانشگاه آزاد اسلامی واحد اردبیل یکی از قدیمی‌ترین واحدهای دانشگاه آزاد اسلامی می‌باشد که در سال ۱۳۶۲ تأسیس شد. این واحد در حال حاضر دارای بیش از8238 دانشجو در مقاطع کاردانی تا دکترا است.

## تاریخچه
در آذرماه ۱۳۶۲ با موافقت عبدالله جاسبی ریاست وقت دانشگاه آزاد واحد اردبیل شروع به کار کرد و با برگزاری کنکور در ۲۴ بهمن ۱۳۶۳ اقدام به پذیرش ۷۱۷ دانشجو برای برای گذراندن کلاس‌های تکدرس در رشته‌های ریاضی، علوم تجربی، دینی و عربی و آموزش ابتدایی نمود. 

## دانشجویان
در حال حاضر این واحد دانشگاهی بیش از 8238 هزار نفر دانشجوی در مقاطع مختلف تحصیلی مشغول به تحصیل هستند و تاکنون نزدیک به ۱۹ هزار نفر از این دانشگاه فارغ‌التحصیل شده‌اند.

## رشته‌های تحصیلی و دانشکده‌ها
این دانشگاه دارای ۱۴۳ رشته تحصیلی می‌باشد که به تفکیک عبارتند از:
- ۱۴ رشته در مقطع دکترای تخصصی
- یک رشته دکترای حرفه ای پزشکی
- ۴۰ رشته در مقطع کارشناسی ارشد
- ۸۸ رشته در کارشناسی و کاردانی

این واحد دانشگاهی دارای چهار دانشکده علوم پزشکی، علوم پایه، علوم انسانی و فنی و مهندسی می‌باشد.

## هیئت علمی و فضای آموزشی
این واحد دانشگاهی دارای ۲۱۰ نفر هیئت علمی و بیش از ۱۰۰ هزار متر مربع فضای آموزشی و رفاهی است. تاکنون در تلاش‌های علمی خود ۱۰۰ عنوان اختراع ثبت شده، بیش از ۷۰۰ مقاله ISI، تألیف و ترجمه کتاب ۳۴ عنوان، حدود ۳۷۵ طرح تحقیقاتی را به انجام رسانیده‌است.
این واحد دانشگاهی دارای  دو مزرعه حسن باروق و بابلان، ۶۰ کارگاه و آزمایشگاه، ۴ باب کتابخانه، ۲ باب سلف سرویس مجهز با ظرفیت بیش از ۳ هزار نفر، بیمارستان ۹۶ تختخوابی در حال تجهیز، دو سالن ورزشی با سالن‌های جنبی برای رشته‌های مختلف ورزشی، مسجد، سالن اجتماعات بسیار مجهز و درمانگاه تخصصی می‌باشد.